# 克勞福德山

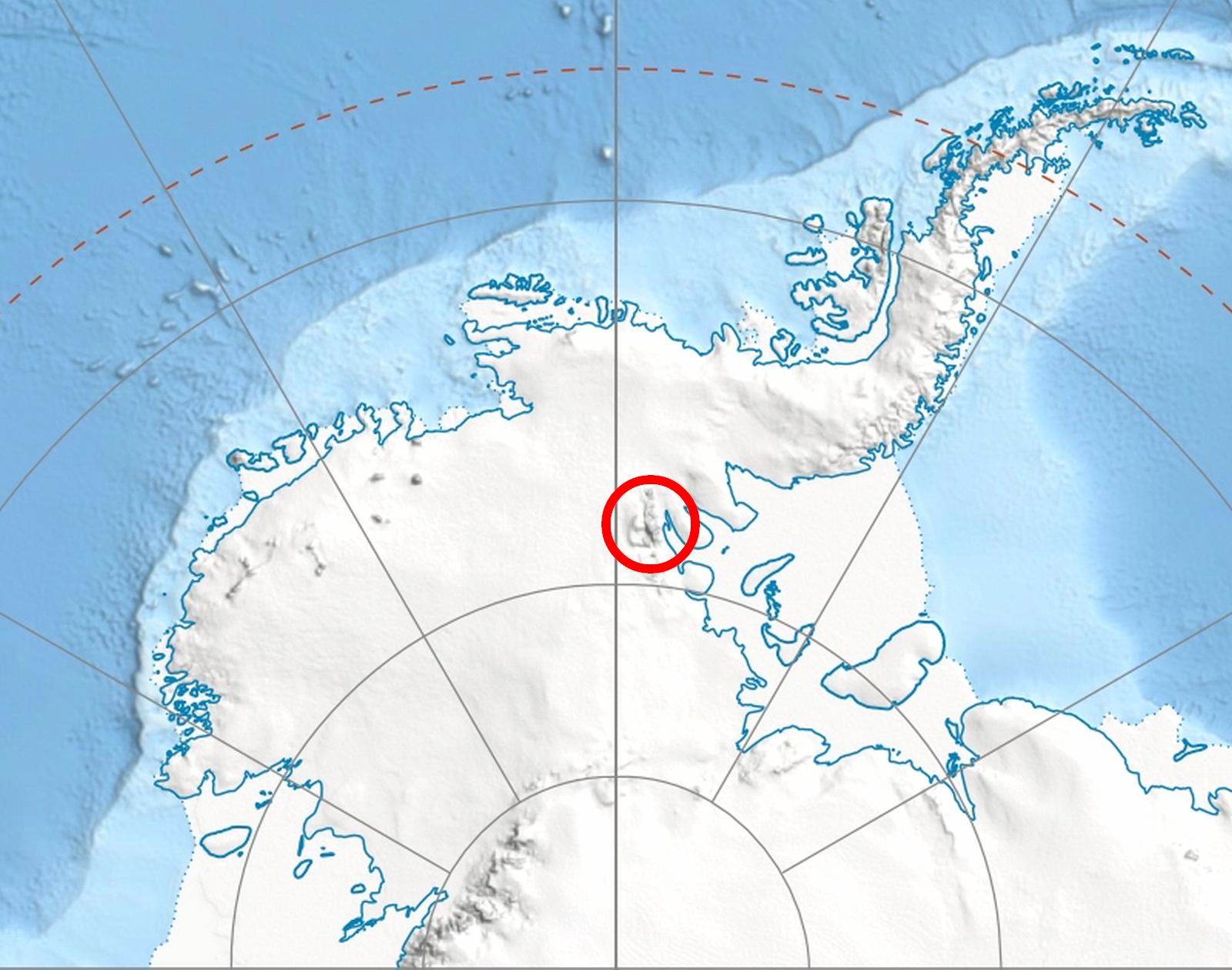

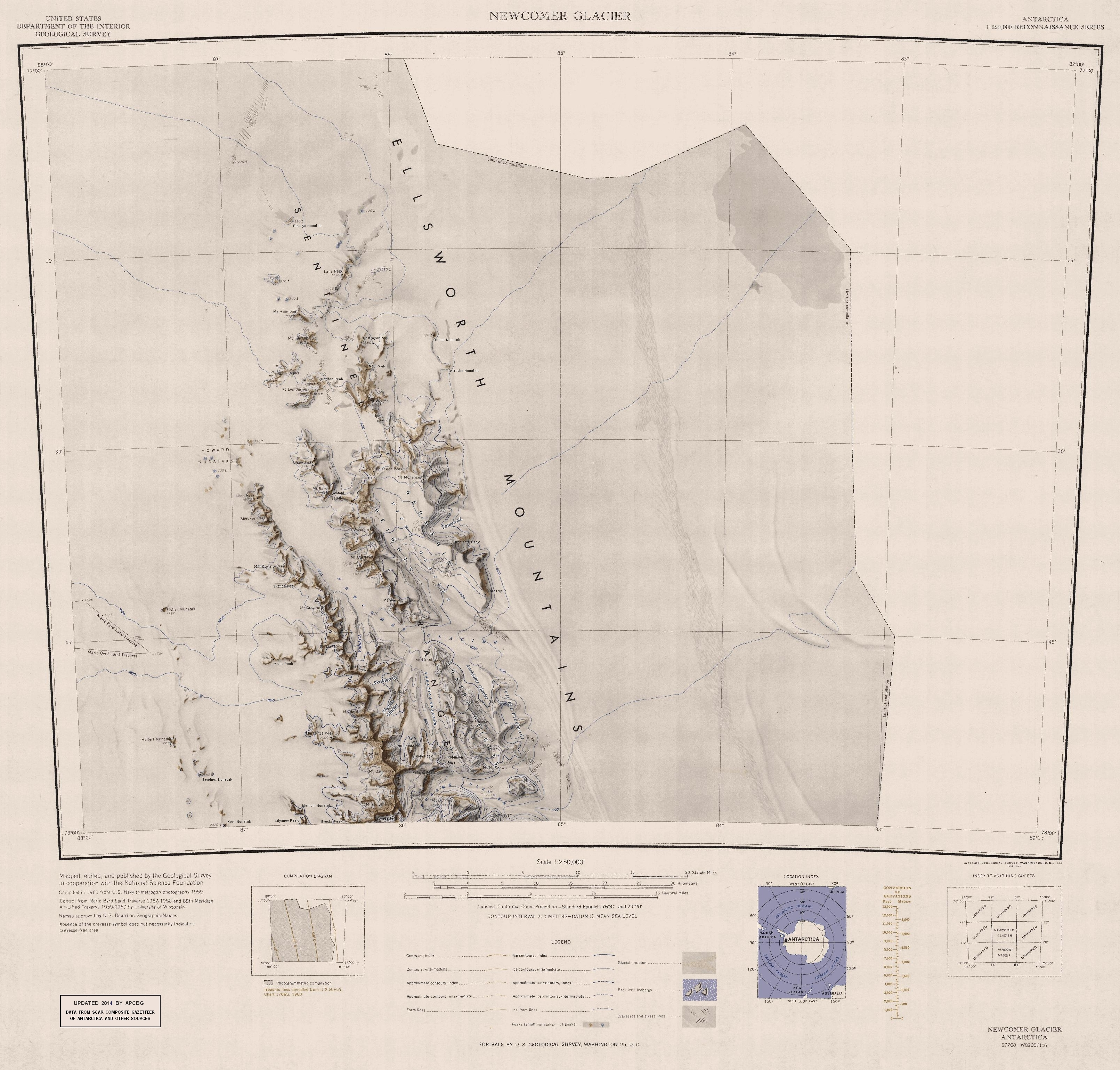

77°43′S 86°28′W / 77.717°S 86.467°W
克勞福德山（英語：Mount Crawford）是南極洲的山峰，位於埃爾斯沃思地，處於道森山西北面5.6公里，屬於埃爾斯沃思山脈中森蒂納爾嶺的一部分，兩座山峰的海拔高度分别是2,360米和2,255米，現時由南極條約體系管理。